# 水島廣雄
水島 廣雄（みずしま ひろお、1912年〈明治45年〉4月15日 - 2014年〈平成26年〉7月28日）は、日本の実業家、民法学者。東洋大学名誉教授、法学博士。担保法の権威としても知られた。

## 人物・来歴

### 紹介
京都府加佐郡東大浦村（のち東舞鶴市、現：舞鶴市）成生出身。中央大学法学部卒業後、日本興業銀行勤務を経て、1958年に経営難に陥ったそごう（現：そごう・西武）再興に向け、副社長で入りそごう社長・会長を長年在任。国内最大の百貨店グループを築いた。「私が担保だ」の発言で知られる。

### 日本興業銀行時代
拓殖大学予科を経て、1936年に中央大学法学部を首席卒業後、日本興業銀行（興銀、現：みずほ銀行）に入行。入行後は当時福島市にあった東北支店に配属。1939年に本店証券部信託課に配属。証券部次長、中小工業部次長、特別調査室部長待遇考査役等を歴任した。
私生活では、日本興業銀行東北支店時代の1938年に結婚、翌年には男子を儲けたが1943年に協議離婚。1945年に元陸軍中将・衆議院議員上原平太郎の次女である上原静と再婚した。静の姉・照子は木村武千代の妻であった。

### 法学者として
日本興業銀行で勤める傍ら、1953年に論文「浮動担保の研究」で法学博士号を取得。この論文が後に「企業担保法」という法律に結びついた。またこの論文により、水島は日本で最も若く法学博士の学位を取得した。
戦後の財政難の時代に東洋大学に法学部を開設するため尽力し、1956年の法学部開設と同時に同大学専任教授に就任。そごう入社後も1983年まで東洋大学法学部教授を兼務し、中央大学非常勤講師も兼務した。1983年4月1日、東洋大学名誉教授に就任。弟子に浅野裕司（東洋大学名誉教授）や小林秀年（東洋大学教授）、河村博旨（函館大学教授・学長)などがいる。

### そごう入社
48歳で日本興業銀行を退職し、1958年にそごう副社長として入社。妻・静の兄康男がそごうの大株主の一つである小樽市の豪商板谷家に婿養子に行っていたが、同じく大株主の富士木材貿易社長・有富光門が主導して読売会館へ出店した東京店（有楽町そごう）の経営が振るわず、板谷家を代表する形で経営陣入りしたものである。なお、この際に主力銀行の大和銀行から若菜三良が副社長として派遣され、社長には京都の老舗百貨店である丸物から坂内義雄を招聘した。
入社してすぐ、懸案の東京店の賃貸料交渉を正力松太郎率いる読売新聞社（現：読売新聞東京本社）相手に開始。当初は正力から罵倒され坂内と若菜が手を引いて水島単独で交渉する破目になったが、翌1959年7月には従来の半分以下となる売上の5％という賃貸料で決着した。この後に正力と親しい関係となり「有楽町の帝王」と呼ばれるきっかけを作った。
1960年に坂内社長が死去すると、同じ副社長の若菜と後継争いが勃発。後継争いはマスコミに取り上げられ、大宅壮一から「財界松川事件」と命名されるまでになった。結局は若菜が社長に就任したものの、その後大和銀行が子会社を含め10%超のそごう株を所有していることが独占禁止法に抵触するとして問題化した。この点を突く格好で、1962年に水島が社長に就任した。

### レインボーの法則
1960年代のそごうは大阪店、神戸店、そして規模が小さい東京店（有楽町そごう）の3店しかなく「二流デパート」を抜け切れないでいた。有楽町に続く店舗を東京に進出したかったが、都内の出店は年々投資額が増すばかりだった。
そんな中で水島は、知人からアメリカの小売業で成功した「レインボーの法則」なる経営戦略を聞く。レインボーの法則とは、大都市から一定の距離を置いて虹のように取り囲んで出店すれば成功するという戦略を指す。東京から虹のように架けられるラインといえば国道16号で、これが後のそごうにおける重要な経営戦略となった。
1967年3月に4店目となる千葉そごうを開店。この際にそごう本体とは独立した形で「株式会社千葉そごう」を設立し、会長に水島が就任した。日本各地に次々と出店するそごう各店を別会社とし、その株式を千葉そごうが握る形で、そごうグループを運営した。

### ジャパンライン株買占め事件に関与
1972年、河本敏夫率いる三光汽船が地場証券を通じてジャパンラインの株を買い占めている動きが見られた。ジャパンラインもメインバンクの興銀などを通じて防衛策を講じたが、当初50円ほどの株価が900円台にまで跳ね上がる事態となった。その間にジャパンラインは児玉誉士夫を調停役として仕向けたが解決の糸口が見つけられなくなった。一方の三光汽船も強引な買い占めに対する批判や政府からの圧力で動くに動けない状況であった。
結局、三光汽船が買い占めたジャパンラインの株は「1株380円」（水島の証言）で売却する運びとなったが、三光汽船とジャパンラインの双方に人脈を持つ水島が調停に乗り出し解決に結びつけた。水島は児玉誉士夫に調停を依頼し、その謝礼として児玉に1億円相当のダイヤモンドを贈った。
河本敏夫とは三光汽船常務の岡庭博の仲介で知り合った。岡庭と水島は興銀から実業界に転じたため親しい関係であった。一方の児玉との繋がりは、児玉と並んで戦後最大のフィクサーと呼ばれた大谷貴義（福田赳夫や松下幸之助との繋がりで有名）との関連もあった。大谷は福田を総理大臣にするため財界の大物を招いて茶会を開いていたが、水島は興銀との関係が深かった福田との繋がりで茶会に招かれたこともあった。一方で大谷は韓国系の暴力団との往来もあり、そこで知り合った児玉との結びつきができた。

### バブル崩壊とそごう破綻
1960年代には全国に3店舗しかなかったそごうグループは、そごう30店舗構想「トリプルそごう計画」を掲げた水島の手腕で多店舗展開を推進し、1990年代には日本全国に30店舗を抱えるまでに成長する。また東南アジアを中心に海外進出も果たし、最盛期には国内外で40店舗を誇った。
駅前再開発でそごうを誘致し、再開発ビルの核店舗として出店するというケースが多かった。1973年に柏駅再開発で出店した柏そごうをはじめ、1983年に八王子駅北口駅ビルへ市内最大の百貨店として出店した八王子そごう、1985年に横浜駅東口に建設された横浜新都市ビルに巨大基幹店として出店した横浜そごう、多摩ニュータウンに相次いで出店したココリア多摩センターの多摩そごう（1989年）とガレリア・ユギの柚木そごう（1992年）など、首都圏では「レインボーの法則」に基づき東京都心ではなく周辺の駅前一等地に大型店舗を次々出店した。また、北海道から四国や九州に至るまで全国の地方都市にも進出した。
開店した店舗の土地を担保に銀行から融資を引き出し、また次の店舗を出店するという手法で急速に店舗網を増やしたが、その頃には1兆数千億円の貸し出しを受けていた。1991年10月の「トリプルそごう計画」達成となる30店目の川口そごう開業を境に、経営は徐々に悪化した。
1994年に水島はそごう社長から退き会長となる。代わって、興銀と日本長期信用銀行から送り込まれた2人の副社長がそごうの表の顔となった。しかしバブル崩壊で経営悪化した他の百貨店と同じく、そごうも経営危機が囁かれたが、各店舗が株を持ち合う複雑なそごうグループの実態は水島しか把握できないとされ、メインバンクの興銀の介入を許さず、バブル崩壊後も水島が引き続きそごうグループを牛耳り続けた。
百貨店業界の他社幹部は「行け行けどんどんの時は（そごうを）脅威に感じたものでした。しかし景気が下降曲線を描くに従い、土地の含み益を利用した作戦が裏目に出た」と語った。また水島の教え子である函館大学学長の河村博旨は「水島先生の理論は、要するに信頼関係の尊重。企業がずっと続いていくことを前提にして、丸ごと評価して金を借りられるようにした」と説明している。土地は必ず値上がりするという土地神話に頼った水島の出店方針は、バブル景気の崩壊により行き詰まった。
2000年に水島はそごう会長も辞任。その直後にそごうは1兆8,700億円の負債を抱えて倒産した。放漫経営を疑う追及に対しては、水島は「堅実経営だった」として法律の専門家の立場からも反論し、経営破綻の原因としてバブル崩壊と旧長銀の破綻を予測できなかったことを挙げた。

### 逮捕と有罪判決
そごうの民事再生法申請に基づく財産保全命令と、1997年の錦糸町そごう出店時に個人で連帯保証した債務についての負担を日本興業銀行から求められ、水島の個人資産に対して差押え命令が出された。
そごうグループ倒産前に、水島が1億円余りの個人資産（地銀口座の預金と投資信託）を解約・現金化し、その金銭を自宅内などに隠したとして、2001年5月に強制執行妨害容疑で89歳ながら逮捕され、2003年10月に東京地裁で連帯保証分について125億円余りの支払命令判決が下された。また、上場会社の旧そごうが違法配当を続けたとして、元株主が水島元会長と監査法人に対して告訴したが、その責任は問われなかった。2006年8月に強制執行妨害罪で懲役1年6ヶ月執行猶予4年の有罪判決が確定した。一連の捜査に対しては、中央大学講師時代の水島に教えを受けた弁護士や商法の専門家が集まり大弁護団を結成した。

### 晩年
有楽町そごう（そごう東京店）従業員らが集う親睦会「有楽ちぎり会」のウェブサイトにて、同会主催の「百寿をお祝いする会」に招かれている様子や、定期的に開かれている親睦会の第10回目（2014年5月）にも、102歳のお祝いをされている車椅子姿の本人の様子が写真で確認されていた。面倒見の良い人柄から最後まで師と慕う社員や経営者も多く、100歳を祝う会には250人が集まった。
下北沢駅近くの世田谷区北沢にある豪邸に居を構えていたが、晩年は聖路加タワーの介護付高級マンションで暮らしていた。豪邸（上原家一族名義）は母屋と離れ2軒を有する広大な土地であったが、離れのうち1軒は解体され、その後に残りの離れと母屋が解体され、現在は母屋側に賃貸マンション、離れ側には賃貸アパートと一軒家2件が建ち、当時の面影はない。
2014年7月28日、心不全により死去。102歳没。

## 著作

### 著書
- 『信託法史論 (英法講義 ; 第1巻) 』学陽書房、1958年
  - 『信託法史論 (英法講義 ; 第1巻) 』学陽書房、1991年5月
- 『特殊担保法要義』八千代出版、1979年4月
- 『二重信託』学陽書房、1986年8月

### 論文
- 「各国における企業担保制度の概観」法律時報 26(10) 、1954年10月
- 「イギリス浮動担保の素描」『中央大学七十周年記念論文集〔第1-4〕』中央大学、1955年
- 「企業の担保」法律のひろば 7(10) 、1954年10月
- 「企業担保法案の批判」税経通信 10(1) 、1955年1月
- 「企業担保法案について -1- 」法学新報  62(1) 、1955年1月
- 「企業担保法案について -2- 」法学新報 62(2) 、1955年2月
- 「企業担保法案について -3・完-  」法学新報 62(3) 1955年3月
- 「企業担保としての英国浮動担保について 」私法 (通号 13) 、1955年4月
- 「松本烝治先生の思い出 」法律のひろば. 8(6) 、1955年6月
- 「イギリス譲渡抵当の変遷とその内容」法律時報. 28(11) 1956年10月
- 「イギリス譲渡抵当の変遷とその内容 -2 (完) -」法律時報 29(3) 、1957年1月
- 「「企業担保」についての若干の考察」財政経済弘報 (通号 644) 、1957年7月
- 「イギリス浮動担保の観念とその現況」金融. (通号 124) 、1957年7月
- 「担保付社債信託」『契約法大系. 第5 (松坂佐一・西村信雄・舟橋諄一・柚木馨・石本雅男先生還暦記念) 』有斐閣、1963年
- 「use upon useについて--二重信託」法学新報. 81(2) 、1974年2月
- 「近代信託法理の継承」信託 (通号 99) 、信託協会、1974年7月
- 「恩師守屋善輝先生を偲ぶ (守屋善輝先生追悼号)」英米法学 (通号 34) 、中央大学学友会学術連盟英米法研究会、1994年6月
- 「関口雅夫教授と私」『航空宇宙法の新展開 : 関口雅夫教授追悼論文集』八千代出版、2005年3月

### その他
- 「水島廣雄・元そごう会長が語る『興銀の変節』」特集 さらば興銀、月刊経営塾 16(10) (通号 204) 、2001年10月
- 「特別手記 善悪は存知せざるなり」新潮45. 20(9) (通号 233) 、2001年9月
- 「前そごう会長・逮捕直前激白4時間 興銀との『密約』のすべてを暴露する - 俺も悪いが興銀も悪い。逮捕直前、本誌に託した『ワンマン』最後の恨み節」中央公論. 116(7) (通号 1406) 、2001年7月
- 「インタビュー 水島廣雄・そごう前会長 -『興銀が無理に貸し付けた』そごう前会長 "開き直り" の論理」特集 世界連鎖不況の足音、金融ビジネス (通号 194) 、2001年5月
- 「沈黙を破る! そごう・水島元会長が10時間大放言」週刊ポスト. 33(12) (通号 1586) 、2001年3月23日

### 伝記
- 水島廣雄追想録出版委員会編『評伝 水島廣雄　あとから来る旅人のために』、諏訪書房、2016年10月31日。ISBN 978-4-90394867-6[1][6]
  - 水島廣雄追想録出版委員会編『評伝 水島廣雄　あとから来る旅人のために』、ノラ・コミュニケーションズ（電子書籍版、Amazon Kindle）